# Cal Dooley
Calvin M. Dooley, detto Cal (Visalia, 11 gennaio 1954), è un politico statunitense, membro della Camera dei Rappresentanti per lo stato della California dal 1991 al 2005.

## Biografia
Nato a Visalia, dopo gli studi all'Università della California, Davis e all'Università di Stanford, Dooley lavorò come agricoltore e nel frattempo entrò in politica con il Partito Democratico.
Nel 1990 si candidò alla Camera dei Rappresentanti contro il repubblicano in carica da dodici anni Chip Pashayan e riuscì a sconfiggerlo, per poi essere riconfermato altre sei volte negli anni successivi. Nel 2004 decise di non chiedere un ulteriore mandato e si ritirò dal Congresso dopo quattordici anni di permanenza.
Durante la sua carriera congressuale, Dooley si configurava come un democratico di ideologia moderata ed era membro della New Democrat Coalition.